# Neallogaster latifrons
Neallogaster latifrons – gatunek ważki z rodziny szklarnikowatych (Cordulegastridae).